# Střílky (hrad)
Střílky jsou zřícenina hradu v pohoří Chřiby. Nachází se 1,5 km jihovýchodně od stejnojmenné obce v okrese Kroměříž ve Zlínském kraji. Pozůstatky hradu jsou chráněny jako kulturní památka.

## Historie
Hrad založil moravský šlechtic Smil ze Zbraslavi a Střílek. Ten zemřel jako bezdětný a hrad připadl odúmrtí králi. Ten ho roku 1321 zastavil Jindřichu Železnému z Lipé, stejnojmennému synovi proslulého velmože a tehdejšího moravského hejtmana. Krátce po polovině 14. století získal hrad moravský markrabě Jan Jindřich a následně dědictví jeho syn Jošt Lucemburský. Ten panství roku 1406 zastavil Vznatovi Hechtovi z Rosic. Hrad přečkal husitské války a česko-uherské války. Roku 1481 hrad koupili zbohatlí vladykové z Ojnic, ale po nabytí Bučovic roku 1511 přesídlili tam a hrad opustili. V roce 1542 se Střílky uvádějí jako pusté.

## Ohrožení památky
V druhé polovině 20. století byl zbořen pozůstatek průčelí hradního paláce. Torzo hradu je trvale ohroženo destrukcí, lesním hospodařením a nelegálními výkopy. Nejvíce je ohroženo torzo kruhové věže, kde hrozí zřícení jejích horních partií.

## Přístup
Zřícenina hradu je přístupná z obce Střílky po naučné stezce Příroda a okolí Střílek.